# Notaulax phaeotaenia
Notaulax phaeotaenia är en ringmaskart som först beskrevs av Schmarda 1861.  Notaulax phaeotaenia ingår i släktet Notaulax och familjen Sabellidae. Inga underarter finns listade i Catalogue of Life.